# 阳坊镇
阳坊镇是中国北京市昌平区下辖的一个镇，位于太行山支脉驻跸山下，毗邻海淀中关村电子商品基地，京密引水渠、北京六环路贯穿镇内。2001年2月，阳坊镇被北京市政府认定为郊区33个中心镇之一。
中国人民解放军陆军防化学院校址位于阳坊镇境内。2015年，阳坊镇北部的靶场、防化学院和防化研究院的部分建筑被改建为阅兵村，成为当年9月的阅兵的训练场地之一。为了方便演练，阳坊镇的阅兵村按比例模仿修建了天安门城楼，铺有宽约70米、长宽3公里的路面。

## 名称
阳坊在辽代即已成村，称“坊市”，清初蒙古与关内的经济往来增加，坊市逐渐成为关内与塞北的交易中心，塞北的羊群在秋末冬初经由此地进关，坊市随即改称“羊房”，民国时期因位于太行山阳面而谐音为阳坊。

## 行政区划
阳坊镇下辖以下村级单位：
阳坊社区、阳坊村、前白虎涧村、后白虎涧村、东贯市村、西贯市村、八口村、辛庄村、史家桥村、西马坊村和四家庄村。